# Dicyphylus
Dicyphylus is een geslacht van wantsen uit de familie van de Miridae (Blindwantsen). Het geslacht werd voor het eerst wetenschappelijk beschreven door Schuh & Schwartz in 2016.

## Soorten
Het genus bevat de volgende soorten:

- Dicyphylus beaglensis Schuh & Schwartz, 2016
- Dicyphylus brachyscome Schuh & Schwartz, 2016
- Dicyphylus halganii Schuh & Schwartz, 2016
- Dicyphylus pilbara Schuh & Schwartz, 2016
- Dicyphylus scaevolae Schuh & Schwartz, 2016
- Dicyphylus solani Schuh & Schwartz, 2016